# Utrannsaka mig, min Gud
Utrannsaka mig, min Gud är en gammal psalm i tolv verser utifrån Psaltaren 139. Den tyska originaltexten HErr GOtt der du erforschet mich diktad av Heinrich Vogtherr och översatt till svenska av Haquin Spegel. Psalmen bygger på Psaltaren 139:23-24.
Psalmen inleds 1695 med orden:
HErre tu uthrannsakar migh
Och känner migh fullnoga
Efter psalmens första publicering 1695 komponerades en ny melodi av Gunnar Wennerberg 1869 (Bess-dur, 4/4), skriven till denna psalm (?) och använd även till Herren är min herde god.
Psalmens innehåll påminner om psalmen Gud vet vad jag heter från 1975.

## Publicerad i
- Göteborgspsalmboken 1650 under rubriken "Om Menniskiones Elendigheet".[2]
- 1695 års psalmbok som nr 103 under rubriken "Konung Davids Psalmer".
- Svenska Missionsförbundets sångbok 1920 som nr 407 under rubriken "Bönesånger".
- Psalmer och Sånger 1987 som nr 689 under rubriken "Att leva av tro - Efterföljd - helgelse".[1]